# Barbara Ann Cochran
Barbara Ann Cochran (* 4. Januar 1951 in Claremont, New Hampshire) ist eine ehemalige US-amerikanische Skirennläuferin.

## Biografie
Barbara Ann Cochran ist die Schwester der ebenfalls erfolgreichen Skirennläufer Marilyn Cochran (* 1950), Bob Cochran (* 1951) und Lindy Cochran (* 1953) und ist die Mutter von Ryan Cochran-Siegle (* 1992).
Den größten Erfolg ihrer Karriere feierte sie bei den Olympischen Winterspielen 1972 in Sapporo, als sie in einer äußerst knappen Entscheidung mit lediglich 0,02 Sekunden Vorsprung auf Danièle Debernard am 11. Februar Olympiasiegerin im Slalom wurde (im ersten Lauf 0,03 Sekunden vor Debernard, im zweiten Lauf um 0,01 Sekunden langsamer). Zuvor hatte sie bei den Alpinen Skiweltmeisterschaften 1970 in Gröden die Silbermedaille im Slalom gewonnen.
Im Skiweltcup gewann sie drei Rennen, dazu kommen neun zweite und sechs dritte Plätze.

## Erfolge

### Olympische Spiele
- Sapporo 1972: 1. Slalom

### Weltmeisterschaften
- Gröden 1970: 2. Slalom, 4. Kombination, 9. Riesenslalom
- Sapporo 1972: 1. Slalom (entsprach der Wertung bei den Olympischen Winterspielen)
- St. Moritz 1974: 6. Riesenslalom

### Weltcupwertungen
| Saison  | Gesamt | Gesamt | Riesenslalom | Riesenslalom | Slalom | Slalom |
| Saison  | Platz  | Punkte | Platz        | Punkte       | Platz  | Punkte |
| ------- | ------ | ------ | ------------ | ------------ | ------ | ------ |
| 1968    | 36.    | 6      | –            | –            | 22.    | 6      |
| 1968/69 | 18.    | 28     | 26.          | 1            | 9.     | 27     |
| 1969/70 | 5.     | 120    | 4.           | 55           | 2.     | 65     |
| 1970/71 | 8.     | 90     | 12.          | 25           | 3.     | 65     |
| 1971/72 | 12.    | 67     | 18.          | 10           | 6.     | 57     |
| 1972/73 | 21.    | 39     | 23.          | 6            | 10.    | 33     |
| 1973/74 | 14.    | 46     | 11.          | 22           | 7.     | 26     |

### Weltcupsiege
Cochran errang insgesamt 18 Podestplätze, davon 3 Siege:
| Datum            | Ort             | Land        | Disziplin    |
| ---------------- | --------------- | ----------- | ------------ |
| 19. Januar 1970  | Maribor         | Jugoslawien | Slalom       |
| 24. Februar 1971 | Heavenly Valley | USA         | Slalom       |
| 26. Februar 1971 | Heavenly Valley | USA         | Riesenslalom |